# Cliff Village
Cliff Village – wieś w Stanach Zjednoczonych, w stanie Missouri, w hrabstwie Newton.